# Moorsele

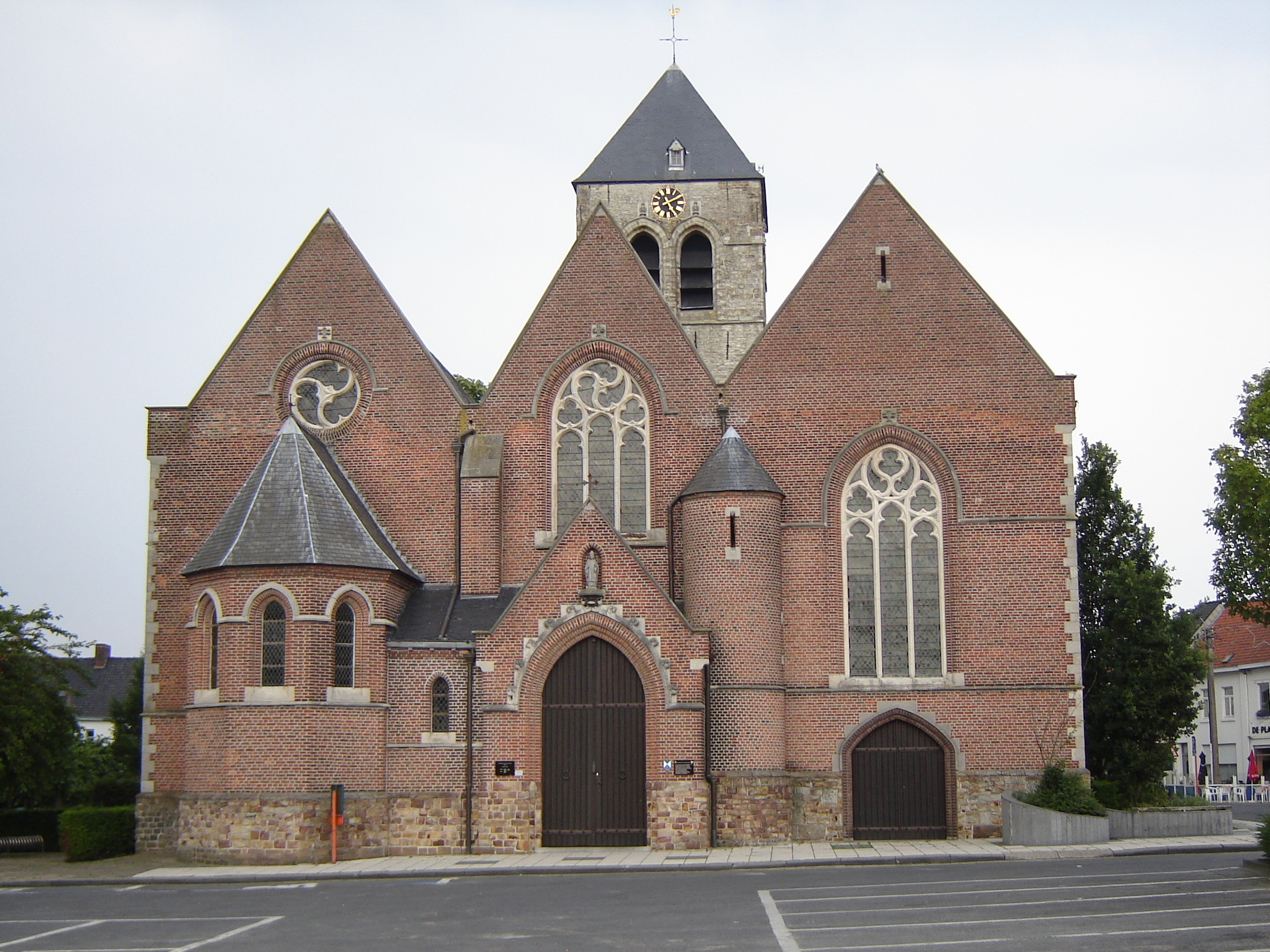
Sint-Martinus en Sint-Christoffelkerk

Moorsele ist ein belgisches Dorf in der Provinz Westflandern, nahe der französischen Grenze. 1977 wurde Moorsele nach Wevelgem eingemeindet. In dem Ort lebten etwa 6251 Menschen (2006), außerdem gibt es zwei Schulen und etliche andere öffentliche Gebäude.
Durch das Grundgebiet Moorseles verläuft die Autobahn A17/E403, auf dessen östlicher Seite sich das Industriegebiet Gullegem-Moorsele befindet. Von der Hauptgemeinde Wevelgem ist Moorsele durch die in ost-westlicher Richtung verlaufende Autobahn A19 getrennt. Beide Autobahnen treffen südöstlich von Moorsele im Autobahnkreuz Moorsele aufeinander.
In Moorsele befinden sich zwei Militärfriedhöfe mit Opfern des Ersten Weltkriegs: im Zentrum der „Moorsele Military Cemetery“, weiter außerhalb der „Kezelberg Military Cemetery“.

## Persönlichkeiten
- Albert Beckaert (1910–1980), Radrennfahrer